# RHOXF1
RHOXF1 (англ. Rhox homeobox family member 1) – білок, який кодується однойменним геном, розташованим у людей на X-хромосомі. Довжина поліпептидного ланцюга білка становить 184 амінокислот, а молекулярна маса — 20 542.
| 10         |  | 20         |  | 30         |  | 40         |  | 50         |
| ---------- |  | ---------- |  | ---------- |  | ---------- |  | ---------- |
| MARSLVHDTV |  | FYCLSVYQVK |  | ISPTPQLGAA |  | SSAEGHVGQG |  | APGLMGNMNP |
| EGGVNHENGM |  | NRDGGMIPEG |  | GGGNQEPRQQ |  | PQPPPEEPAQ |  | AAMEGPQPEN |
| MQPRTRRTKF |  | TLLQVEELES |  | VFRHTQYPDV |  | PTRRELAENL |  | GVTEDKVRVW |
| FKNKRARCRR |  | HQRELMLANE |  | LRADPDDCVY |  | IVVD       |  |            |

A: Аланін

C: Цистеїн

D: Аспарагінова кислота

E: Глутамінова кислота

F: Фенілаланін

G: Гліцин

H: Гістидин

I: Ізолейцин

K: Лізин

L: Лейцин

M: Метіонін

N: Аспарагін

P: Пролін

Q: Глутамін

R: Аргінін

S: Серин

T: Треонін

V: Валін

W: Триптофан

Задіяний у таких біологічних процесах, як транскрипція, регуляція транскрипції. 
Білок має сайт для зв'язування з ДНК. 
Локалізований у ядрі.